# Ebosia
Genre
Ebosia est un genre de poissons marins de la famille des scorpaénidés.

## Liste des espèces
Selon World Register of Marine Species (12 mars 2025) :
- Ebosia bleekeri (Döderlein, 1884)
- Ebosia falcata Eschmeyer & Rama-Rao, 1978
- Ebosia saya Matsunuma & Motomura, 2014
- Ebosia vespertina Matsunuma & Motomura, 2016